# Nyctophila anatolica
Nyctophila anatolica is een keversoort uit de familie glimwormen (Lampyridae). De wetenschappelijke naam van de soort werd voor het eerst geldig gepubliceerd in 1982 door Geisthardt.